# Energy Concentration (pétrolier)
 (mars 2019).
L’Energy Concentration est un pétrolier construit en 1970 par les chantiers Kawasaki Heavy Industries de Sakaide pour la compagnie Ocean Oil Ventures Inc. Il est mis en service en mars 1970 sous le nom de Golar Betty. En 1977, il est acheté par la compagnie C.Y. Tung Group et devient l’Energy Concentration. Le 21 juillet 1980, alors qu'il décharge du pétrole à l’Europort, il se brise en deux à la suite d'une mauvaise procédure de déchargement. Renfloué, il est coupé aux chantiers Verolme Yard (nl) avant d’être vendu à la casse. La proue est détruite à Split et la poupe à Barcelone.

## Histoire
L’Energy Concentration est un pétrolier construit en 1970 par les chantiers Kawasaki Heavy Industries de Sakaide pour la compagnie Ocean Oil Ventures Inc.. Il est mis en service en mars 1970 sous le nom de Golar Betty. En 1977, il est acheté par la compagnie C.Y. Tung Group et devient l’Energy Concentration.

### L'accident

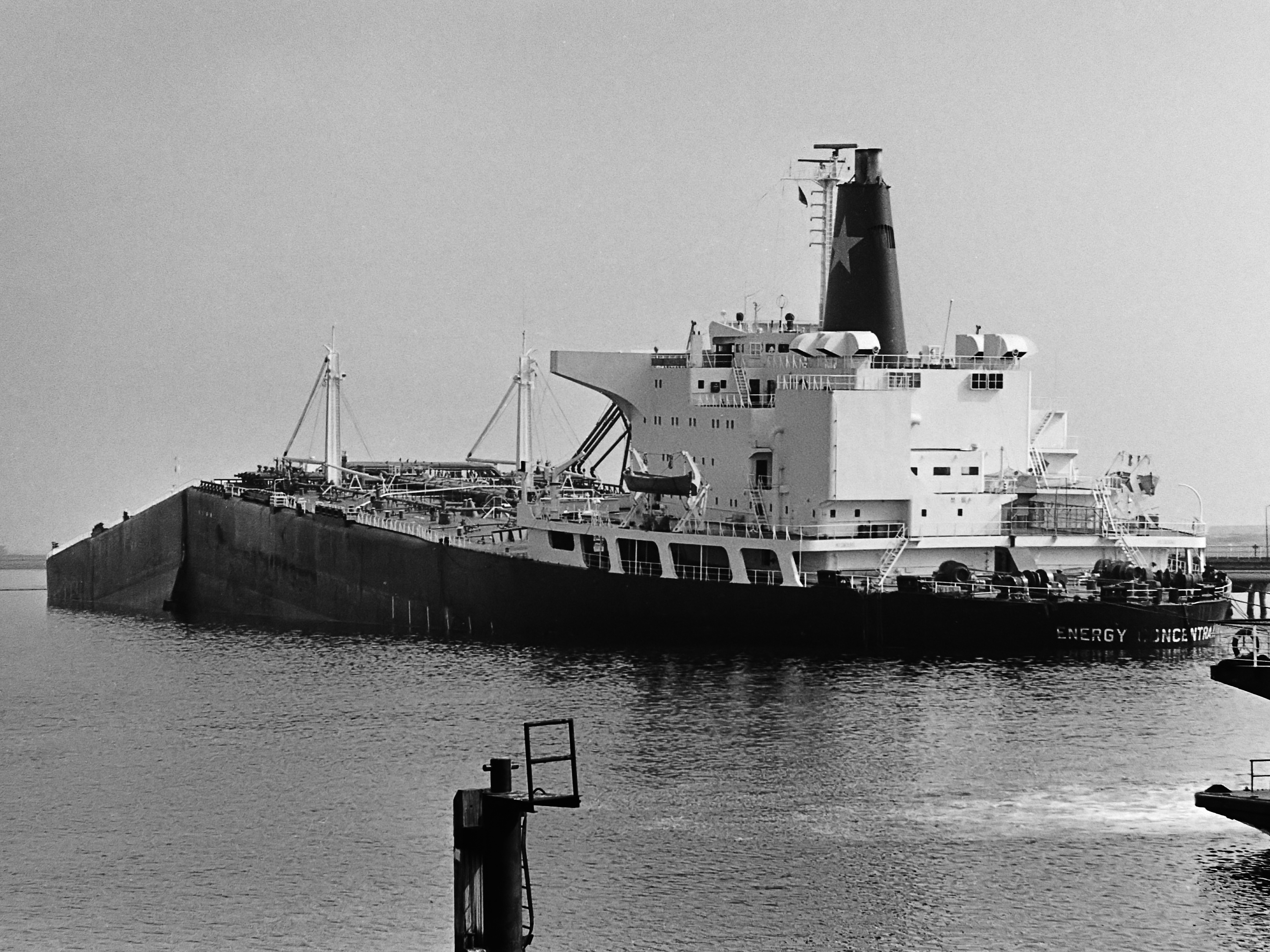
L’Energy Concentration brisé en deux à l’Europort

Le 21 juillet 1980, alors qu'il décharge du pétrole à l’Europort, il se brise en deux à la suite d'une mauvaise procédure de déchargement. Aucun des 43 membres d'équipage n'est blessé et les 115 000 tonnes de pétrole encore à bord restent dans les cuves. Il est remis à flot quelques jours plus tard et remorqué jusqu'aux chantiers Verolme Yard (nl) de Rotterdam. Il est ensuite coupé en deux parties au niveau de la fissure. La poupe est vendue à la compagnie Brodospas (hr) et quitte Rotterdam en remorque le 23 janvier 1981 pour Split, où elle arrive le 16 février 1981 afin d'y être détruite. La proue arrive à Barcelone en remorque le 16 avril 1981 et les travaux de démolition effectués par la compagnie Desguaces Cataluna commencent le 11 mai 1981.

## Sources
- Fiche technique de l’Energy Concentration
- Photos et caractéristiques de l’Energy Concentration
- Résumé de l'histoire post-accident